# Echium stenosiphon
Espèce
Echium stenosiphon est une espèce de plantes à fleurs de la famille des Boraginaceae. C'est une sous-espèce endémique du Cap-Vert, que l'on trouve sur les îles de Santo Antão, São Vicente et São Nicolau, au nord de l'archipel (îles de Barlavento). 
Localement, comme Echium hypertropicum et Echium vulcanorum, elle est connue sous le nom de « lingua de vaca », c'est-à-dire « langue de vache », en raison de la texture de ses feuilles.
Elle est utilisée dans la médecine traditionnelle pour confectionner un sirop contre la toux.

## Numismatique
Echium stenosiphon figure sur la pièce de 10 escudos frappée par le Cap-Vert en 1994.

## Liste des sous-espèces
Selon Catalogue of Life (11 février 2024) :
- Echium stenosiphon subsp. glabrescens
- Echium stenosiphon subsp. lindbergii
- Echium stenosiphon subsp. stenosiphon